# 2010 en catch
Chronologie du catch
- 2009 en catch - 2010 en catch - 2011 en catch

Les faits marquants de l'année 2010 en catch

## Mars
28 : WrestleMania XXVI

## Décès en 2010
- 8 janvier : Tony Halme, mort suicidé à 47 ans[1].
- 2 avril : Christopher Klucsaritis (alias Chris Kanyon), décédé à 40 ans d'une overdose médicamenteuse[2].
- 12 juin : Aurelian Smith (alias Grizzly Smith), décédé à 77 ans[3].
- 18 juin : Trent Acid, décédé à 29 ans d'une overdose[4].
- 13 août : Lance McNaught (connu sous le nom de Lance Cade), décédé à l'âge de 30 ans à la suite d'une cardiomyopathie associée à une prise de drogue[5].
- 27 août : Anton Geesink, 76 ans[6].
- 30 août J.C. Bailey (en), 27 ans, rupture d'anévrisme causée par de multiples contusions au cerveau[7].
- 22 septembre : Jorge González (basketteur puis catcheur professionnel connu sous le nom de Giant González), décède à 44 ans de complications à la suite de son diabète.
- 30 octobre : Edouard Carpentier, décédé à 88 ans[8].
- 11 septembre : Mike Shaw (connu sous le nom de Bastion Booger), décédé à l'âge de 53 ans.
- 4 décembre : King Curtis Iaukea (en), 73 ans.
- Mikel Scicluna (en), 80 ans.